# Kloosterburen
Kloosterburen – wieś w Holandii, w prowincji Groningen, w gminie De Marne. Do 1990 r. była siedzibą oddzielnej gminy, następnie połączono ją z gminami Leens, Ulrum oraz Eenrum i utworzono gminę De Marne.